# Dimitrije Injac
Dimitrije "Dima" Injac, cyr. Димитрије Ињац (ur. 12 sierpnia 1980 w Kikindzie) – były serbski piłkarz występujący na pozycji defensywnego pomocnika. Obecnie agent piłkarski.

## Kariera klubowa
Od 2007 roku, przez 6 lat Injac grał w Lechu Poznań, do którego trafił ze Slaviji Sarajewo. Wcześniej występował w FK Kabel Nowy Sad, Vojvodinie Nowy Sad i FK Bečej. 24 sierpnia 2012 roku podpisał kontrakt z Polonią Warszawa. Pod koniec lipca 2013 roku wrócił do Lecha Poznań.

## Kariera reprezentacyjna
9 lutego 2011 roku Injac zadebiutował w reprezentacji Serbii w towarzyskim meczu z Izraelem, wchodząc na boisko w 46. minucie spotkania.

## Statystyki kariery
(aktualne na dzień 1 czerwca 2014 r.)
| Klub               | Sezon              | Liga               | Liga  | Liga   | Puchar Polski | Puchar Polski | Puchar Ekstraklasy | Puchar Ekstraklasy | Europa | Europa | Suma  | Suma   |
| Klub               | Sezon              | Liga               | Mecze | Bramki | Mecze         | Bramki        | Mecze              | Bramki             | Mecze  | Bramki | Mecze | Bramki |
| ------------------ | ------------------ | ------------------ | ----- | ------ | ------------- | ------------- | ------------------ | ------------------ | ------ | ------ | ----- | ------ |
| Lech Poznań        | 2006/07            | I liga             | 14    | 1      | 2             | 0             | 2                  | 0                  | 0      | 0      | 18    | 1      |
| Lech Poznań        | 2007/08            | I liga             | 23    | 2      | 1             | 0             | 4                  | 0                  | –      | –      | 28    | 2      |
| Lech Poznań        | 2008/09            | Ekstraklasa        | 26    | 0      | 7             | 0             | 3                  | 0                  | 10     | 2      | 46    | 2      |
| Lech Poznań        | 2009/10            | Ekstraklasa        | 29    | 1      | 1             | 0             | –                  | –                  | 4      | 0      | 34    | 1      |
| Lech Poznań        | 2010/11            | Ekstraklasa        | 28    | 1      | 6             | 1             | –                  | –                  | 12     | 1      | 46    | 3      |
| Lech Poznań        | 2011/12            | Ekstraklasa        | 28    | 0      | 3             | 0             | –                  | –                  | –      | –      | 31    | 0      |
| Polonia Warszawa   | 2012/13            | Ekstraklasa        | 7     | 0      | 1             | 0             | –                  | –                  | –      | –      | 8     | 0      |
| Lech Poznań        | 2013/14            | Ekstraklasa        | 8     | 0      | 0             | 0             | –                  | –                  | 2      | 0      | 10    | 0      |
| Ogólnie w karierze | Ogólnie w karierze | Ogólnie w karierze | 163   | 5      | 21            | 1             | 9                  | 0                  | 28     | 3      | 221   | 9      |

## Życie prywatne
Od grudnia 2010 r. żonaty z Sanją. Ma dwójkę dzieci: córkę Janę (ur. 09.2011) oraz syna Milosza (ur. 02.2014).